# Antonio Magliabechi

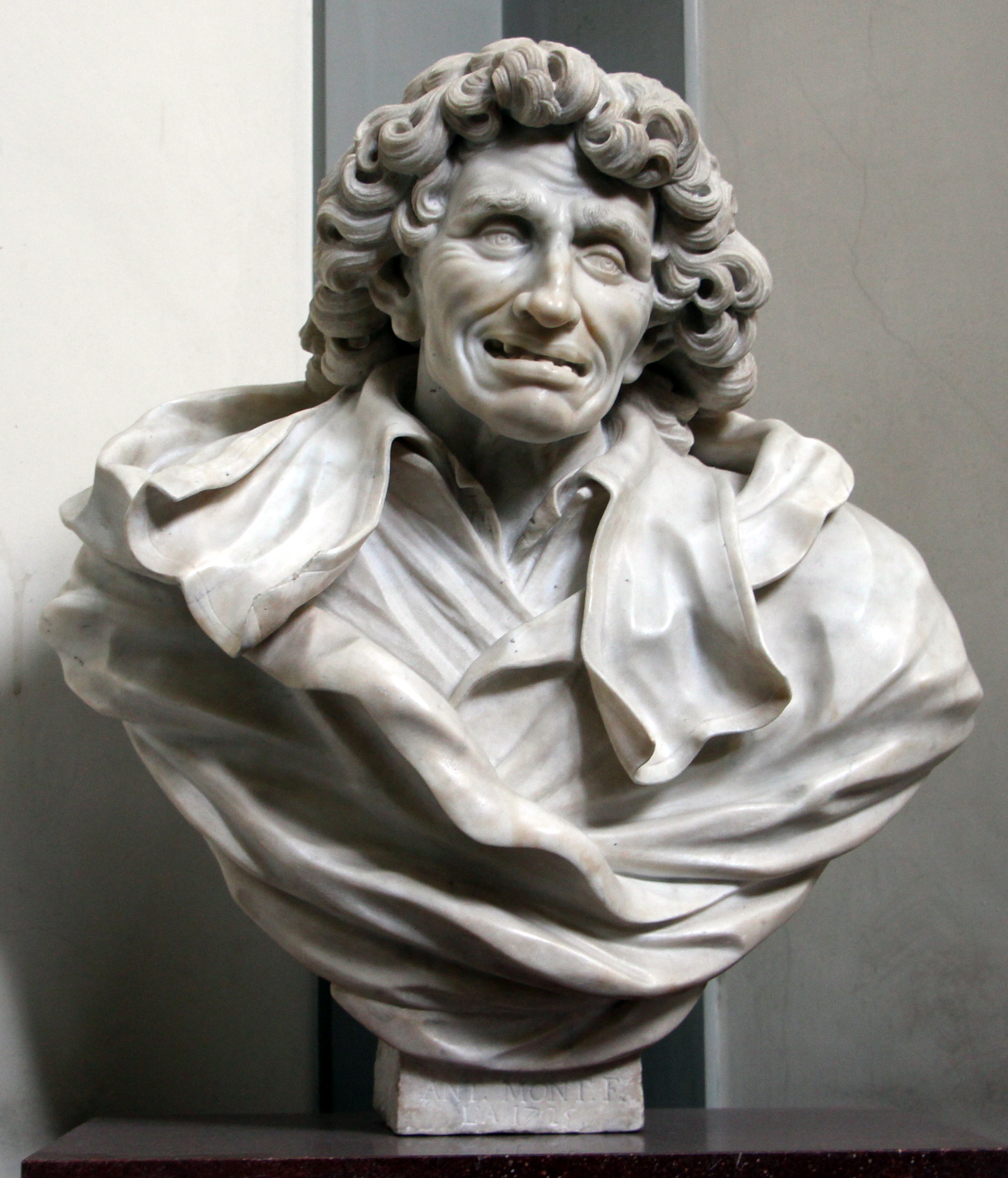
Antonio Magliabechi, bust aflat la Biblioteca Naţională Centrală din Florenţa

Antonio Magliabechi (n. 20 octombrie 1633, Florența — d. 4 iulie 1714, Florența) a fost un renumit erudit și bibliofil italian din perioada post-renascentistă.
Mantonio Magliabechi, fiu al lui Marco Magliabechi și al Ginevrei Baldorietta, a învățat la început meseria de giuvaergiu, pe care a practicat-o până la vârsta de 40 de ani. Din cauza unei deformități a coloanei vertebrale, era poreclit il gobbo ("cocoșatul"). Înclinat mai de grabă studiului operelor clasice, devine elevul lui Michele Ermini, bibliotecarul cardinalului Lepoldo de' Medici, dobândind în scurt timp faima unei ample erudiții, în special de cunoscător al limbilor latină, greacă și ebraică. În 1673, marele duce al Toscanei, Cosimo III de' Medici, îl numește bibliotecar al "Bibliotecii Palatine" (Biblioteca Palatina) a orașului Florența, care reunea biblioteca din Palazzo Pitti, Biblioteca Medicea Laurenziana pentru manuscrise și Biblioteca Nazionale Centrale di Firenze pentru opere tipărite.
Magliabechi devine figura centrală a vieții literare din Florența, oameni de cultură din întreagă Europă erau în contact și corespondență cu el. Era descris ca un "șoarece de bibliotecă", un adevărat "bibliomaniac", care nu lăsa nicio carte necitită. În propria sa bibliotecă se găseau 40.000 de cărți și 10.000 manuscrise. În jurul lui erau grupați cei mai de seamă reprezentanți ai umanismului din Toscana, Vincenzo Viviani și Carlo Dati din Florența, Lorenzo Bellini din Pisa. Împreună reușesc să pună la adăpost manuscrisele orginale ale lui Galileo Galilei, suspectate de erezie de către tribunalele inchizitoriale. Spirit liber, neconformist, care nu făcea nicio concesie dogmelor Bisericii Catolice, el însuși intră în conflict cu Inchiziția și cu atotputernicul Ordin al Iezuiților. Biblioteca sa, deschisă publicului în anul 1747, dotată cu numeroase texte științifice în greacă și latină, tratate de medicină ale timpului, tipărituri și manuscrise, constituie nucleul originar al "Bibliotecii Naționale Centrale din Florența", denumită înainte pe drept cuvânt "Magliabechiana".

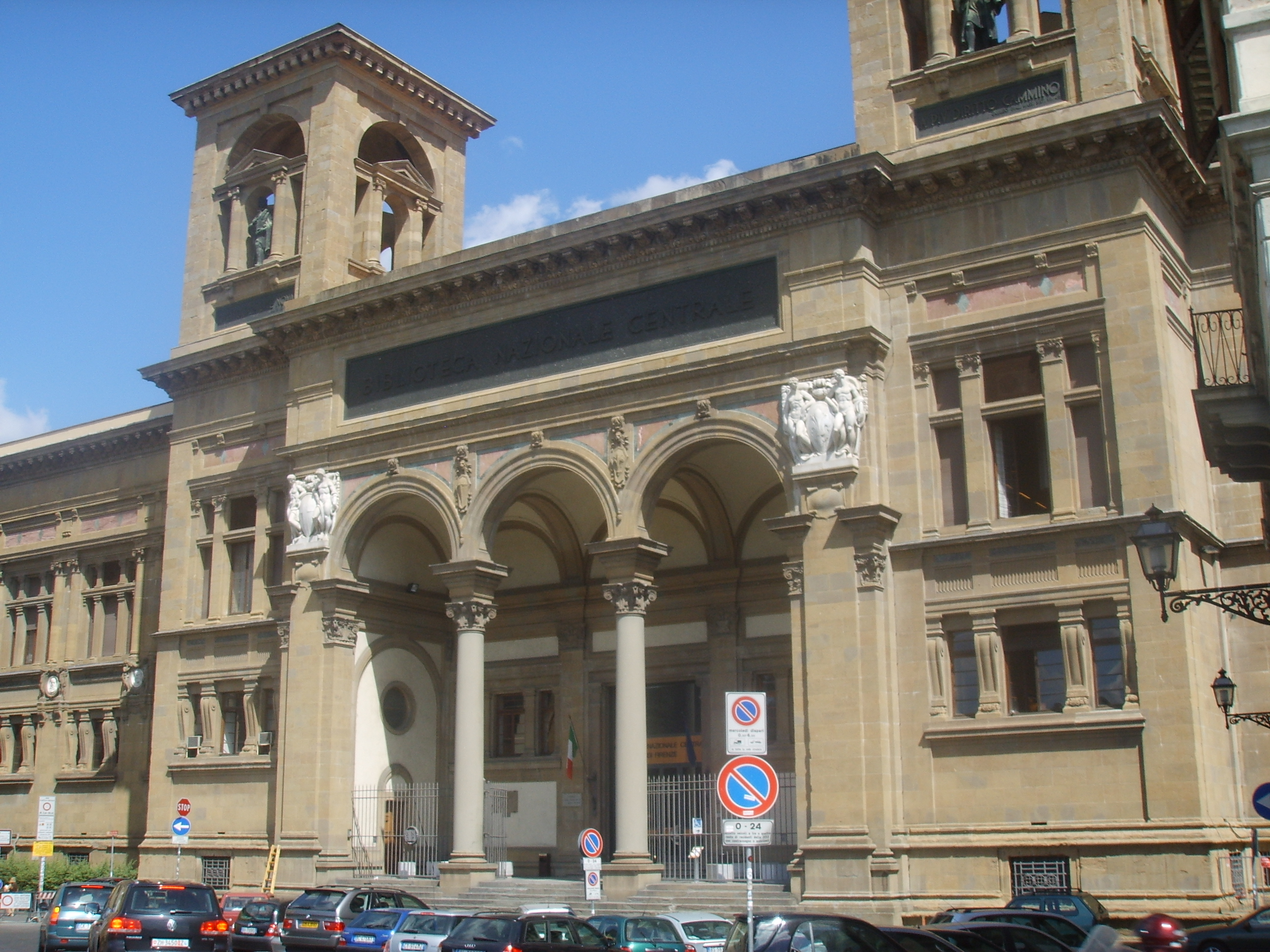
Biblioteca Naţională Centrală din Florenţa

Pasiunea lui a fost bibliofilia, ca operă proprie este cunoscută doar "Notizie letterarie e istoriche intorno agli uomini illustri dell'Accademia fiorentina", editată la Florența în anul 1700.
În ultimii ani ai vieții, Antonio Magliabechi se retrage în mănăstirea dominicană Santa Maria Novella, unde își sfârșește zilele în vârstă de 81 de ani, la 4 iulie 1714.